# Nazionale maschile di cricket del Canada
La nazionale di cricket del Canada è la selezione nazionale che rappresentalo stato del Canada nel gioco del cricket. Viene soprannominata "Foglie d'Acero", ispirandosi alla bandiera canadese

## Storia

### Le origini

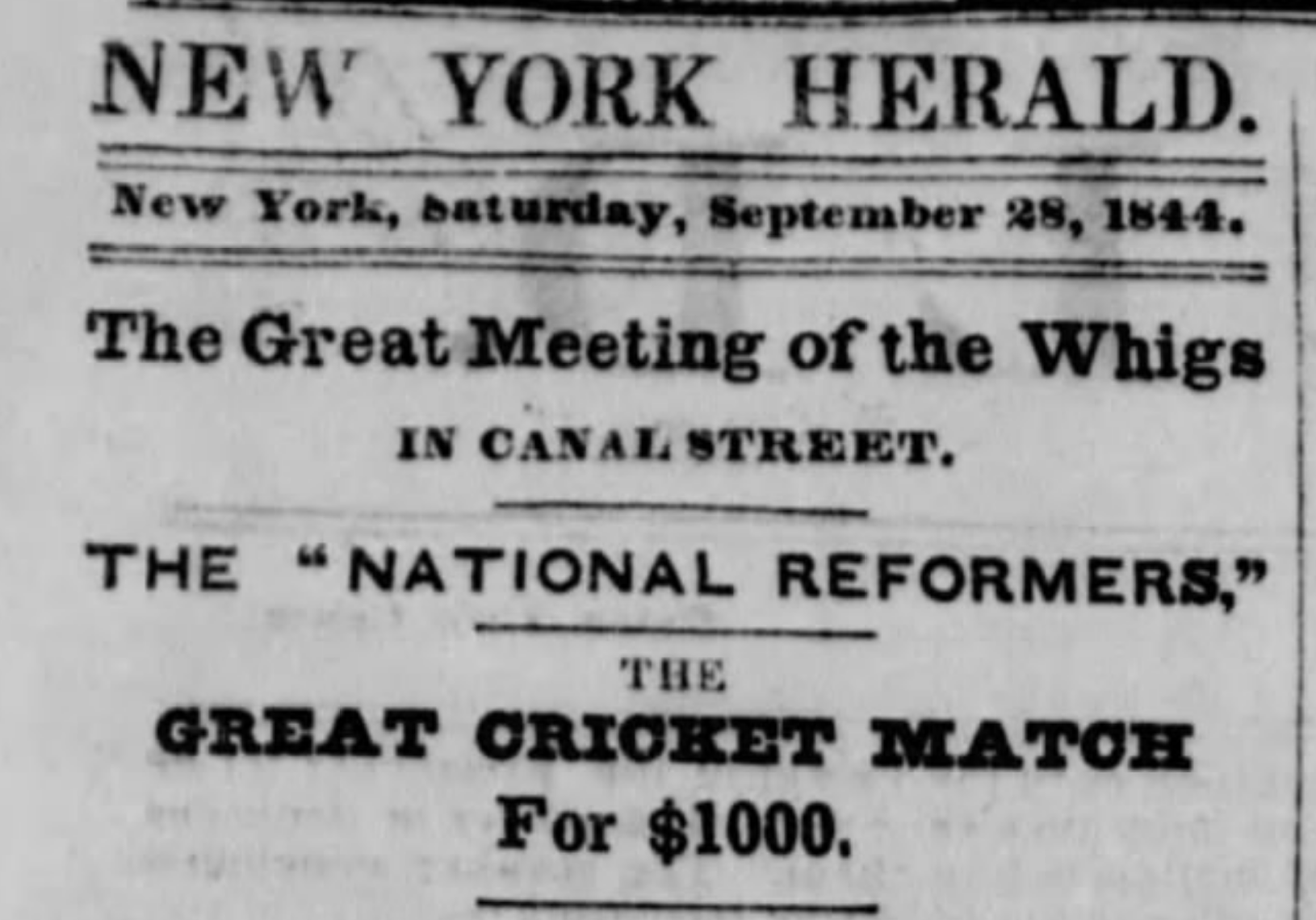
Annuncio della prima partita internazionale di cricket nel 1844 tra Canada e Stati Uniti sul New York Herald

Il cricket in Canada ha origini che risalgono al periodo della guerra dei sette anni (1756-1763), quando si ritiene che i soldati britannici abbiano introdotto il gioco nel paese, in particolare dopo la Battaglia delle Pianure di Abraham del 1759. La prima testimonianza documentata di una partita di cricket in Canada risale al 1785 e riguarda un incontro svolto sull'Île Sainte-Hélène, nel Quebec.
Le radici del cricket moderno in Canada sono da ricercarsi nell'Alto Canada, l'attuale Ontario, con particolare riferimento a Toronto, che all'epoca era conosciuta come York. All'inizio del XIX secolo, l'insegnante George Anthony Barber svolse un ruolo cruciale nella diffusione di questo sport, tanto che è considerato il "padre del cricket canadese". Nel 1827, Barber fu uno dei fondatori del Toronto Cricket, Skating and Curling Club, e nel 1829 contribuì a introdurre il cricket al nuovo Upper Canada College. Nel 1836, organizzò una partita tra il Toronto Cricket Club e la squadra di cricket dell'Upper Canada College, che vide trionfare quest'ultima. Da quel momento, le due squadre iniziarono a competere regolarmente, dando vita a una rivalità che ha prodotto numerosi giocatori di rilevanza internazionale.
Dal 24 al 26 settembre 1844, il Canada disputò la sua prima partita internazionale di cricket contro gli Stati Uniti, un evento che si svolse davanti a circa 20.000 spettatori allo St. George's Cricket Club di Bloomingdale Park, New York, sito che in seguito ospiterà la New York University School of Medicine. Questa partita è riconosciuta come la prima competizione internazionale di cricket nella storia e uno dei primi eventi sportivi internazionali dell'era moderna. Il Canada, rappresentando la provincia canadese dell'Impero britannico, vinse l'incontro con un margine di 23 punti.
La partita tra Canada e Stati Uniti venne ripetuta annualmente fino al 1910, consolidando una delle rivalità sportive più longeve, che precede di circa 30 anni la celebre rivalità tra Australia e Inghilterra nel cricket, nota come The Ashes. Nel 1845, si giocò la prima partita internazionale in Canada, dove la squadra locale trionfò con 61 punti di scarto. Nel 1846, tuttavia, il Canada subì una sconfitta contro gli Stati Uniti a New York, con un punteggio di 28 punti, il più basso mai registrato dalla squadra canadese.
Nel 1853, il Canada fu sconfitto per la prima volta dagli Stati Uniti ad Harlem. L'anno successivo, nel 1854, il lanciatore veloce canadese Joel Bradbury si distinse per una prestazione straordinaria, prendendo nove wicket per soli sei run contro gli Stati Uniti a Toronto, contribuendo alla sconfitta degli ospiti, che furono eliminati per appena 32 run. Questo rimane il punteggio più basso mai ottenuto dalla squadra statunitense contro il Canada.

### La diffusione nel XIX secolo

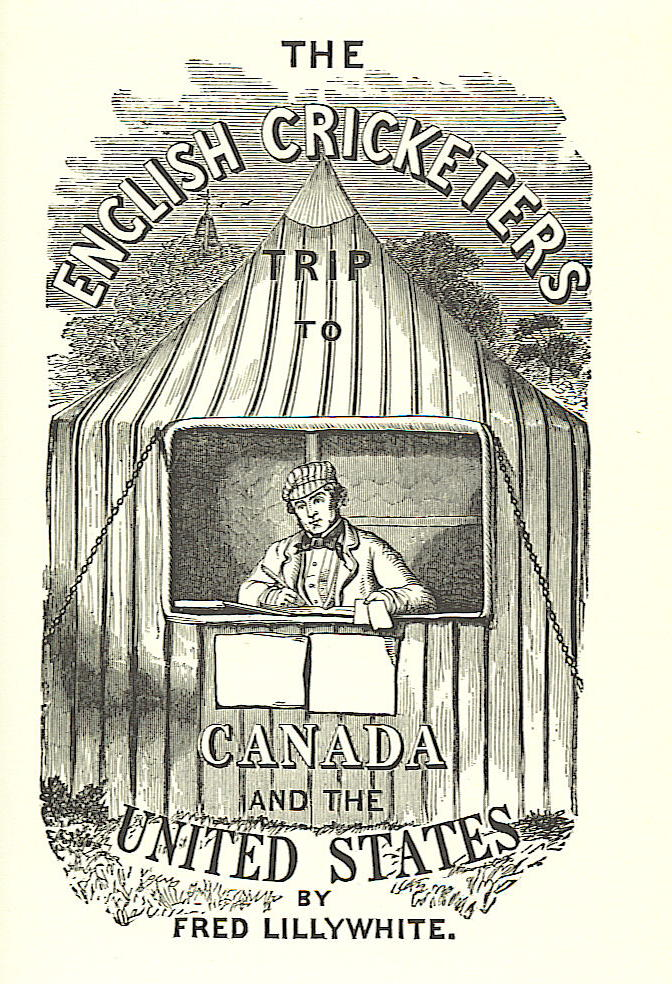
Fred Lillywhite nella sua tenda (Il viaggio dei giocatori di cricket inglesi in Canada e negli Stati Uniti nel 1859)

Nel 1859, George Parr guidò la squadra di cricket inglese in quello che è considerato il primo tour internazionale di cricket nella storia, che includeva sia il Canada che gli Stati Uniti. Al termine del tour, Fred Lillywhite scrisse The English Cricketers' Trip to Canada and the United States, pubblicato l'anno successivo, che è uno dei primi libri di cricket mai redatti. Durante il tour, che comprendeva anche una visita negli Stati Uniti, la squadra inglese vinse tutte e cinque le partite contro squadre composte da 22 giocatori, incluse le sfide contro le nazionali di Canada e Stati Uniti. Oltre alle partite, gli ospiti parteciparono a giochi esibizione e intrapresero due escursioni alle Cascate del Niagara. Ulteriori tour inglesi in Nord America seguirono nel 1868 e nel 1872, con la squadra che incontrò nuovamente le nazionali di Canada e Stati Uniti. Questi tour erano principalmente iniziative commerciali, e la maggior parte delle partite fu organizzata in modo tale da renderle più equilibrate, consentendo alla squadra di casa di schierare più di undici giocatori, solitamente 22.
Quando nel 1867 venne costituito lo Stato federale canadese, il cricket era uno sport molto popolare, tanto che il primo ministro John Macdonald lo dichiarò sport nazionale. Con la fine della guerra civile americana, però, il baseball iniziò a diffondersi al di fuori degli Stati Uniti, riducendo progressivamente la popolarità del cricket nonostante i numerosi tour internazionali, tra cui quelli delle squadre inglesi e australiane.
Nel 1872, durante il terzo tour inglese in Canada, guidato da Robert Allan Fitzgerald, il celebre giocatore WG Grace partecipò alla tournée, segnando 142 punti contro il Toronto Cricket Club. Questo record rimase imbattuto per un secolo ed è stato il miglior inning di un battitore inglese mai registrato in Canada. Nel 1878, la squadra australiana, capitanata da Dave Gregory, fece il suo primo tour in Canada, tornando nel 1893 e sconfiggendo i padroni di casa con un'inning di vantaggio.
Negli anni di intensa attività di cricket nell'est del Canada, lo sport iniziò a diffondersi anche nel Canada occidentale. Nel 1864 fu fondato a Winnipeg il North West Cricket Club, seguito nel 1876 dal Victoria Cricket Club sulla costa occidentale. Successivamente, altri club furono istituiti nelle province delle praterie, come l'Alberta e la British Columbia, segnando l'inizio della crescente popolarità del cricket nelle regioni occidentali del paese, in particolare nell'Ontario. Da quel momento, il cricket si radicò sempre più in tutto il Canada.

### Primi tour all'estero
Nell'estate del 1880, una squadra canadese, guidata dal capitano Thomas Dale, intraprese il suo primo tour in Inghilterra, durante il quale disputò, tra le altre, una partita contro il Marylebone Cricket Club (MCC). La squadra canadese ottenne quattro vittorie, cinque sconfitte e otto pareggi. Tuttavia, le autorità locali non riconobbero ufficialmente questa squadra, il che generò diversi problemi. In particolare, Dale venne arrestato durante la prima partita contro il Leicestershire, essendo stato scambiato per un disertore dell'esercito britannico. Per risolvere la situazione, T. D. Phillips si recò dal Canada all'Inghilterra per assumere il ruolo di capitano, ma il tour fu successivamente annullato e la squadra canadese fece ritorno a casa.
Nel 1887, una squadra canadese ufficiale, guidata dal tuttofare Edward Ogden, si recò nuovamente in Inghilterra. Durante questo tour, la squadra affrontò varie formazioni di club della contea, ciascuna composta dallo stesso numero di giocatori. I canadesi ottennero vittorie contro squadre come Irlanda, Derbyshire, Warwickshire e Leicestershire. Ogden si distinse particolarmente, segnando 98 punti contro il Durham e 133 contro l'Hampshire. Inoltre, nella partita contro l'MCC a Lord's, riuscì a ottenere nove wicket per 83 run. Durante il tour, il Canada perse una serie di due partite contro Irlanda e Scozia con il punteggio di 0-1, e conquistò due vittorie su un totale di quindici partite disputate in Inghilterra.
Tra il 1888 e il 1890, il Canada disputò tre partite contro l'Irlanda, con una vittoria per gli irlandesi e due pareggi. Nel 1892 fu fondata la Canadian Cricket Association (CCA), che permise l'organizzazione del cricket a livello nazionale. La prima associazione provinciale fu costituita in Ontario nel 1880, seguita da altre in Manitoba nel 1895, in Quebec nel 1902, in Alberta e Saskatchewan nel 1910, nella Columbia Britannica nel 1922, in Nuova Scozia nel 1967 e nel Nuovo Brunswick nel 1980.
Negli anni '90 del XIX secolo, le partite tra le nazionali di Canada e Stati Uniti divennero sempre più popolari, con la partecipazione di due dei migliori giocatori di cricket del Nord America: l'americano Bart King e il canadese Jack Laing. Entrambi dominarono il cricket regionale per quasi 20 anni, attirando grandi folle durante i loro incontri. Laing giocò 13 partite internazionali per il Canada, affrontando Stati Uniti, Irlanda, Australia e Inghilterra. Durante la sua carriera, conquistò complessivamente 77 wicket grazie al suo rapido swing. Le partite tra il Canada e gli Stati Uniti continuarono regolarmente fino al 1912, quando furono interrotte. Durante la visita della squadra australiana nel 1893, il Canada giocò la sua prima partita internazionale contro una squadra nazionale diversa dagli Stati Uniti, ma fu sconfitto con un'inning di scarto.

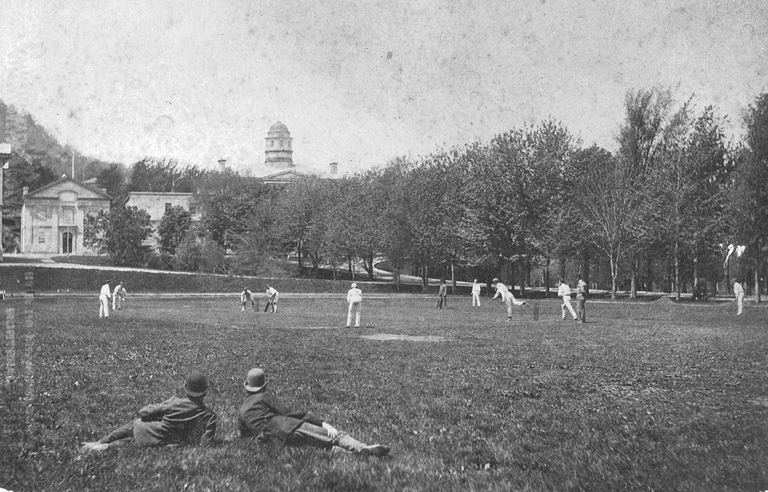
Partita di cricket alla McGill University, Montreal

Nel 1913, una squadra australiana intraprese una tournée nel Nord America sotto la guida di Austin Diamond, giocando un totale di 53 partite e subendo una sola sconfitta, contro il Germantown Cricket Club di Filadelfia. Durante la partita contro Vancouver, gli australiani realizzarono 633 punti perdendo otto wicket, stabilendo il punteggio più alto in un inning nella storia del cricket canadese. In contrasto, la Winnipeg Cricket Association fu eliminata con uno scarto di sei punti, che rimane il punteggio più basso mai registrato nel cricket canadese. Durante il tour furono giocate due partite di prima classe contro una squadra congiunta di Canada e Stati Uniti, che si conclusero con la vittoria degli ospiti. La partita di Toronto fu la prima partita di prima classe mai disputata in Canada.

### Il periodo interguerra
Nel 1922, Norman Seagram, proveniente da una nota famiglia di imprenditori, organizzò una squadra canadese che intraprese con successo una tournée in Inghilterra. Dieci anni dopo, nel 1932, gli australiani visitarono il Canada sotto la guida del capitano Vic Richardson, con la partecipazione del celebre Donald Bradman. Nonostante gli effetti della Grande Depressione, il tour è ricordato come un grande successo. Durante la partita contro la Western Ontario a Guelph, Bradman realizzò 260 punti, stabilendo un record canadese che rimase imbattuto per 58 anni, fino a quando Don Maxwell, battitore destro dello York University Cricket Club, segnò 280 punti senza perdere il wicket contro il Commonwealth Cricket Club durante il torneo della Toronto & District Cricket Association nel 1990.
Nonostante le difficoltà finanziarie degli anni '30, il Canada, sotto la guida di Billy Bell, intraprese una tournée ambiziosa in Inghilterra nel 1936. La squadra fu organizzata con il sostegno dell'allora Ministro delle Finanze, Robert Charles Matthews, che era un grande sostenitore del cricket canadese prima della Seconda Guerra Mondiale. Durante il tour, la squadra canadese scrisse una pagina storica dello sport, sconfiggendo l'MCC con un vantaggio di 76 punti a Lord's, ottenendo così la prima vittoria di una squadra canadese contro una squadra inglese.

### Il secondo dopoguerra
Dopo la Seconda Guerra Mondiale, gli immigrati provenienti dal Commonwealth britannico svolsero un ruolo fondamentale nella rinascita del cricket canadese. Tra le figure di maggiore rilievo di questo periodo vi furono Lewis Gunn e Donald King. Il movimento fu sostenuto anche da Charles D. Wilson, che dedicò oltre cinquant'anni al cricket in Ontario.
Nel 1947, Gunn, insieme a Billy Bell, presidente dell'associazione di cricket, fondò un nuovo campionato nazionale che coinvolgeva le province del Canada, con sede a Toronto. Questo campionato portò alla nascita del Bracht Trophy, con l'Ontario che vinse la prima edizione del torneo. Durante questo periodo di rinnovamento, vennero ripresi i popolari tour internazionali di cricket che avevano caratterizzato gli anni precedenti.

### La ripresa dei tour internazionali
Nel 1951, la Marylebone Cricket Club (MCC), una delle principali istituzioni del cricket, visitò il Canada sotto la guida del capitano R. W. V. Robins. Durante il tour, la squadra ospite vinse una partita di prima classe al Toronto Cricket, Skating and Curling Club con un margine di 151 run. Successivamente, nel 1954, il Canada intraprese un tour di successo in Inghilterra, sotto la guida del capitano Basil Robinson. Durante questo tour, la squadra canadese giocò 18 partite, tra cui quattro di prima classe, affrontando squadre di rilievo come Pakistan, Essex, Warwickshire e Yorkshire.
Nel 1958, il Pakistan, guidato da Imtiaz Ahmed, visitò nuovamente il Canada. L'MCC tornò in Canada nel 1959, con la squadra guidata dal capitano Dennis Silk, disputando una partita di tre giorni contro una selezione canadese a Toronto. I visitatori si imposero per dieci wicket e, durante il tour, rimasero imbattuti, vincendo la maggior parte delle partite con margini elevati, sebbene vi fu anche un pareggio combattuto contro il Toronto Cricket Club.
Nel 1967, l'MCC fece ritorno in Canada per celebrare il centenario del Paese, con Dennis Silk ancora al comando della squadra. Durante gli anni '60, l'International Cricket Council (ICC) propose al Canada di ottenere lo status di squadra di Test Cricket. Tuttavia, il Canada rifiutò l'offerta, ritenendo che la nazionale non fosse ancora pronta per tale passo e che fosse necessario giocare più partite contro i membri effettivi dell'ICC, oltre a migliorare il cricket nazionale. Nonostante le speranze di un rapido sviluppo, la situazione non proseguì come previsto e fu necessario attendere circa cinquant'anni prima che il Canada giocasse una nuova partita di prima classe.
Donald King proseguì la sua stretta collaborazione con Billy Bell, Lewis Gunn e Charles D. Wilson, contribuendo in modo significativo alla ripresa del cricket canadese. Dopo una serie di discussioni con i rappresentanti degli Stati Uniti, guidati da John I. Marder, la competizione internazionale tra le due nazionali riprese nel 1963, con il primo incontro che si svolse a Toronto. Marder successivamente scrisse un libro, The International Series: The History of Cricket in the United States and Canada, per documentare le vicende del cricket nordamericano. Durante il primo tour successivo alla ripresa della serie, Ray Nascimento realizzò una prestazione eccezionale, segnando 176 punti nella partita di Toronto, battendo così il precedente record di 111 punti stabilito da F. W. Terry nel 1895. L'incredibile inning di Nascimento contribuì al punteggio record del Canada di 403 punti per la perdita di sei wicket, un risultato che rimase imbattuto fino al 1985, quando il Canada totalizzò 437 punti per la perdita di otto wicket a Toronto, ancora una volta contro gli Stati Uniti.
Nel 1968, il Canada divenne membro associato dell'International Cricket Council (ICC), segnando un passo importante nel suo sviluppo come nazione nel panorama internazionale del cricket. Il punteggio più alto mai raggiunto da una squadra contro il Canada fu registrato nel 1984, quando una selezione giamaicana segnò 374 punti per la perdita di otto wicket a Kingston.

### Le prime partite internazionali e il debutto mondiale
Nel 1973, il Canada disputò una partita contro l'Irlanda al Toronto Cricket, che si concluse in pareggio. L'anno successivo, il Canada intraprese un'altra tournée in Inghilterra, ma questa fu meno significativa rispetto al tour del 1954. La squadra canadese si scontrò principalmente con club, seconde squadre di club di contea e contee minori, ottenendo un bilancio di 4 vittorie e 2 sconfitte, con sei partite che terminarono in pareggio.
Nel 1975, la squadra canadese occidentale suscitò scalpore con una vittoria storica contro la squadra australiana, guidata dal capitano Ian Chappell, che aveva partecipato alla Coppa del Mondo di cricket dello stesso anno. Il Canada vinse la partita a Toronto per cinque wicket. Durante questo incontro, Franklyn Dennis segnò 57 punti senza perdere il wicket contro i celebri bowlers australiani Dennis Lillee, Max Walker e Allan Hurst. In precedenza, i giocatori canadesi Jitu Patel, Rick Stevens e Roy Callender avevano ridotto gli ospiti a un punteggio di 159, aprendo la strada alla vittoria dei battitori canadesi.
Il Canada non ricevette l'invito per partecipare alla prima edizione della Coppa del Mondo di cricket 1975, ma prese parte al primo ICC Trophy nel 1979, dove raggiunse la finale a Worcester. In questa fase, la squadra canadese fu sconfitta dallo Sri Lanka, ma il secondo posto consentì al Canada di qualificarsi per la Coppa del Mondo di cricket 1979, che si svolse in Inghilterra, e gli assicurò anche lo status di squadra ODI (One Day International).
La partecipazione del Canada alla Coppa del Mondo del 1979, nella quale disputò i suoi primi match ODI, si rivelò deludente. La squadra perse tutte e tre le partite del girone contro Pakistan, Inghilterra e Australia, venendo così eliminata precocemente dal torneo. Nonostante i risultati negativi in questa competizione, il Canada si consolidò come una delle principali nazioni associate al cricket a livello internazionale.
Il Canada partecipò nuovamente all'ICC Trophy nel 1982 e nel 1986, ma non riuscì a replicare il successo ottenuto nel 1979, uscendo prematuramente al primo turno in entrambe le edizioni del torneo. Questi risultati comportarono l'esclusione del Canada dalle Coppe del Mondo di cricket del 1983 e del 1987.
Durante gli anni '80, il Canada disputò altre partite internazionali. Nel 1981, ottenne un pareggio contro l'Irlanda, mentre nel 1987 subì una sconfitta per tre wicket contro le Barbados. Questi risultati evidenziarono le difficoltà della nazionale canadese nel competere a livello internazionale durante quel periodo.

### I fallimenti degli anni 90
Negli anni '90, il Canada raggiunse le fasi intermedie dei tre tornei ICC, partecipando alle edizioni del 1990, 1994 e 1997. Tuttavia, non riuscì a qualificarsi per la Coppa del Mondo di cricket nelle edizioni del 1992, 1996 e 1999. A partire dal 1996, il Canada prese parte anche alla One-Day Cup nelle Indie Occidentali.
Nel torneo di cricket dei Giochi del Commonwealth del 1998, il Canada non superò il turno preliminare, subendo pesanti sconfitte contro Australia, India e Antigua. Alla fine degli anni '90, il Canada fu anche l'ospite di diverse serie ODI tra i rivali storici India e Pakistan, che si disputarono sotto il nome di "Coppa dell'Amicizia" nel 1996, 1997 e 1998. Tuttavia, il Canada non giocò in queste serie contro nessuna delle due nazionali. Un'ulteriore edizione della serie era prevista per il 1999, ma a seguito dello scoppio della guerra di Kargil tra India e Pakistan, le Indie Occidentali intervennero, giocando contro entrambe le squadre al posto del Canada.

### Il nuovo millennio
Nel 2000, il Canada ospitò il primo campionato americano di cricket, vincendo il torneo. L'anno successivo, la squadra intraprese una tournée in Sri Lanka, che culminò con la partecipazione all'ICC Trophy del 2001. Concludendo al terzo posto, il Canada si qualificò per la Coppa del Mondo di cricket del 2003 in Sud Africa. Durante l'ICC Trophy del 2001, John Davison fece il suo debutto internazionale, diventando successivamente uno dei giocatori di maggior successo della nazionale canadese.
In preparazione per la Coppa del Mondo, il Canada disputò diverse partite internazionali e visitò l'Argentina nell'aprile del 2002, dove arrivò secondo nel Campionato Americano, dietro agli Stati Uniti. Successivamente, ottenne il quinto posto nell'ICC Six Nations Challenge del 2002, tenutosi in Namibia. Nel medesimo anno, la seconda squadra delle Indie Occidentali visitò il Canada, con i padroni di casa che vinsero la serie ODI per 2-1 e pareggiarono la partita di due giorni. La squadra canadese ottenuto successivamente la sua migliore prestazione nella West Indies One-Day Cup, vincendo due partite del girone e mancandosi di poco la qualificazione per le semifinali.
Alla Coppa del Mondo di cricket 2003, il Canada ottenne risultati contrastanti. Il torneo iniziò con una storica vittoria contro il Bangladesh, membro effettivo, con un margine di 60 run, segnando la prima vittoria della squadra in un incontro ODI. Tuttavia, seguirono una serie di sconfitte: prima contro il Kenya, che vinse per quattro wicket, poi contro lo Sri Lanka, che sconfisse il Canada con un margine di 36 run, segnando il punteggio ODI più basso per la squadra in quel momento, e infine con una sconfitta per nove wicket. Nella partita successiva contro le Indie Occidentali, John Davison realizzò il secolo più veloce di sempre nella competizione, ma la squadra canadese perse l'incontro per sette wicket e fu eliminata dal torneo. Il Canada concluse il suo cammino nel torneo con una sconfitta contro il Sud Africa per 118 run e un'ulteriore sconfitta contro la Nuova Zelanda, che vinse per cinque wicket.
Dopo essere stato eliminato nel turno preliminare della World Cricket League Division One del 2007, il Canada non partecipò alla prima edizione del World Twenty20, che si svolse in Sud Africa nello stesso anno. Alla Coppa del Mondo di cricket del 2007, nelle Indie Occidentali, la squadra canadese fu sconfitta dal Kenya per sette wicket, dall'Inghilterra per 51 run e dalla Nuova Zelanda per 114 run.
Nel giugno e luglio 2008, il Canada ospitò le Bermuda per tre partite ODI e altre partite nell'ambito della Coppa Intercontinentale, contro Bermuda e Scozia. Ad agosto, il Canada partecipò alle qualificazioni per il campionato mondiale Twenty20 del 2008, che si tenne in Irlanda, ma non riuscì a qualificarsi per il Mondiale Twenty20 del 2009 in Inghilterra, terminando le qualificazioni al quinto posto. Alla fine dell'estate 2008, le Indie Occidentali e le Bermuda visitarono il Canada per la Scotiabank One-Day Series. Il Canada vinse contro le Bermuda e raggiunse la finale contro le Indie Occidentali, che, guidate dal capitano Chris Gayle, vinsero con facilità per sette wicket, grazie a un secolo realizzato dal capitano delle Indie Occidentali. Durante questa serie, emerse il talento di Rizwan Cheema, che si distinse successivamente all'Al Barakah T20 Canada 2008/09, a cui parteciparono anche Sri Lanka, Pakistan e Zimbabwe. Il Canada non riuscì a vincere, perdendo due partite e pareggiando una, ma il pareggio non fruttò punti a causa della sconfitta nel bowl-out. Lo Sri Lanka vinse il torneo sconfiggendo il Pakistan in finale. Si programmò di organizzare il torneo annualmente per i successivi quattro anni.
Alla fine di novembre 2008, il Canada partecipò al Campionato americano in Florida, dove gli Stati Uniti, dopo anni di conflitti interni, riuscirono a vincere il torneo. Il Canada si classificò al terzo posto, dietro alle Bermuda, a causa di una differenza di punteggio netto, dopo che lo scontro diretto tra le due squadre fu annullato per pioggia.
Nel 2009, il Canada prese parte alle qualificazioni per la Coppa del Mondo di cricket, ottenendo buoni risultati con una delle squadre più forti degli ultimi anni. Dopo aver superato la fase a gironi, la squadra si classificò al secondo posto, guadagnandosi così un posto alla Coppa del Mondo di cricket 2011, che si tenne in India, Bangladesh e Sri Lanka. Durante il torneo, il Canada perse contro lo Sri Lanka (210 run), lo Zimbabwe (175 run), il Pakistan (46 run), la Nuova Zelanda (97 run) e l'Australia (sette wicket). L'unica vittoria della squadra fu contro il Kenya, per cinque wicket.

### Le mancate qualificazioni internazionali

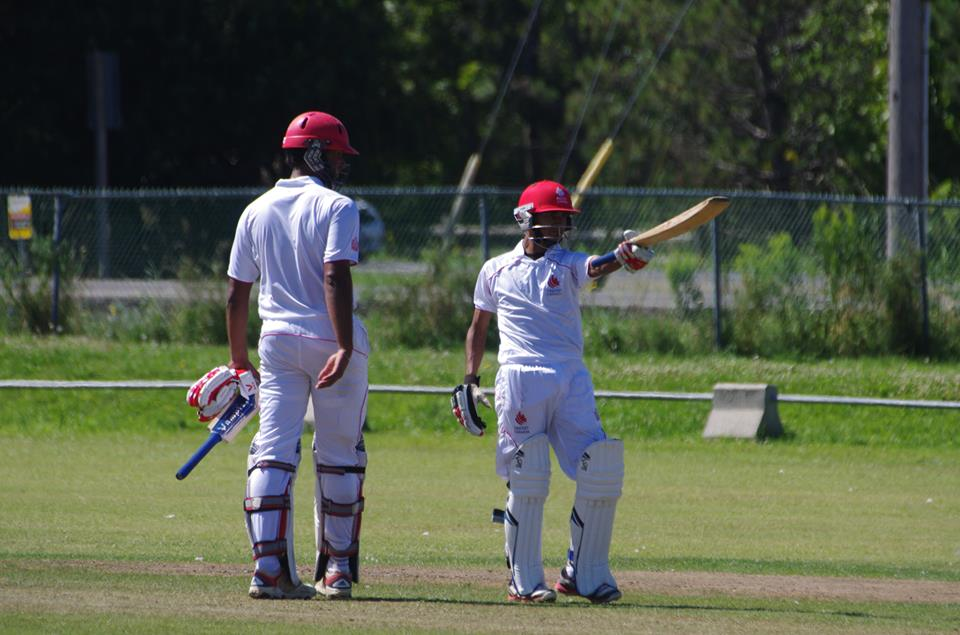
Giocatori della nazionale canadese durante una partita contro i Paesi Bassi, 2013

Alle qualificazioni per il World Twenty20 del 2010, il Canada non riuscì a ottenere vittorie nel turno preliminare e, di conseguenza, non si qualificò per il torneo. Le qualificazioni per il World Twenty20 ICC del 2012 videro un leggero miglioramento, con il Canada che si classificò al sesto posto, ma senza riuscire comunque a guadagnarsi un posto nel World Twenty20. Durante le qualificazioni per il World Twenty20 del 2013, in vista del torneo del 2014, il Canada partecipò a un altro torneo deludente, terminando al dodicesimo posto.
Nel 2010, l'ICC annunciò che solo dieci squadre avrebbero potuto partecipare alla Coppa del Mondo di cricket del 2015, che si sarebbe svolta in Australia e Nuova Zelanda, rendendo la qualificazione al torneo particolarmente difficile anche per i membri associati. Cricket Canada espresse il proprio disappunto riguardo a questa decisione. Successivamente, l'ICC annullò tale provvedimento, ma confermò che la Coppa del Mondo di Cricket del 2019 avrebbe avuto un formato ridotto, con solo dieci squadre partecipanti.
Nel gennaio 2014, a seguito di una prestazione deludente nelle qualificazioni per la Coppa del Mondo di cricket, il Canada perse sia lo status ODI che T20I, dopo essere stato eliminato nei turni preliminari. Questa eliminazione impedì al paese di partecipare ai tornei internazionali più importanti fino alla successiva fase di qualificazione.
Nel 2015, il Canada partecipò alle qualificazioni per il World Twenty20 2016 in Irlanda e Scozia, ma non riuscì a vincere nessuna delle partite del turno preliminare, venendo eliminato all'ultimo posto nel suo girone.

### Il debutto alla Coppa del Mondo T20
Per la prima volta, nel ciclo 2015-2017, il Canada non riuscì a qualificarsi per la Coppa Intercontinentale ICC. Nella World Cricket League Division Two del 2018, la squadra non riuscì a ottenere la qualificazione per la Coppa del Mondo di cricket del 2019. Inoltre, il Canada non superò il turno preliminare delle qualificazioni alla Coppa del Mondo T20 del 2019, perdendo così la possibilità di partecipare anche alla Coppa del Mondo T20 del 2021.
Durante le qualificazioni globali per la Coppa del Mondo T20 del 2022, il Canada arrivò solo quinto nel Gruppo A, perdendo quindi l'accesso alla Coppa del Mondo T20 del 2022. Nella Cricket World Cup Challenge League 2019-2022, finalizzata alla qualificazione per la Coppa del Mondo di cricket del 2023, il Canada vinse il Gruppo A e si qualificò per i play-off, insieme ai vincitori del Gruppo B, Jersey. Tuttavia, il Canada si classificò solo al quarto posto su sei partecipanti e non ottenne la qualificazione per la Coppa del Mondo di Cricket 2023. Il premio di consolazione fu il raggiungimento della Lega 2 della Coppa del Mondo di Cricket 2023-2027, che permise al Canada di riacquistare lo status ODI.
Nelle qualificazioni americane, il Canada si classificò a pari punti con i padroni di casa delle Bermuda, ma riuscì a qualificarsi per la Coppa del Mondo T20 del 2024 grazie a un miglior tasso di run netti, dopo aver eliminato le Bermuda nell'ultima partita. Questo segnò la prima qualificazione del Canada alla Coppa del Mondo T20.
Nel torneo principale, la squadra perse contro i co-organizzatori e rivali degli Stati Uniti (per sette wicket) e contro il Pakistan (pure per sette wicket), ma ottenne una sorprendente vittoria contro l'Irlanda, membro a pieno titolo, vincendo per dodici run. Questa vittoria rappresentò il primo successo del Canada in una Coppa del Mondo T20. La partita finale del girone contro l'India dovette essere annullata a causa della pioggia.
Nel 2025, in seguito ad una giornata di League 2 in Namibia conclusasi senza vittorie contro i padroni di casa e i Paesi Bassi, la nazionale canadese ha disputato una serie di partite T20I a Windhoek, perdendo 3-0 contro la nazionale della Namibia.
Nel 2025 la nazionale canadese ha preso parte alle finali regionali di qualificazione ai Coppa del Mondo T20 2026, giocate a King City. Il torneo è stato preceduto da una serie di amichevoli, dove i nordmaeircani ha vinto tutte le partite giocate. I Canadesi hanno poi affrontato la campagna di qualificazione vincendo tutte le partite giocate, battendo Isole Cayman, Bermuda e Bahamas. Il Canada è così riuscito a qualificarsi per la seconda volta ai mondiali T20, confermando la crescita nell'ultimo decennio che ha portato la nazionale canadese tra le migliori 3 nazioni del continente.

## La rivalità con gli Stati Uniti
Il più grande rivale del Canada nel cricket sono gli Stati Uniti. Le due squadre si sono incontrate per la prima volta nel 1844, nella prima partita internazionale di cricket, e da allora si sono sfidate ogni anno, ad eccezione dei periodi dal 1913 al 1962 e dal 1994 al 2011. Nell'ambito di questa storica rivalità, entrambe le squadre giocano per la KA Auty Cup, un trofeo donato da Karl André Auty. Questa rivalità è la più antica e, ad oggi, la più lunga nel contesto degli sport internazionali.

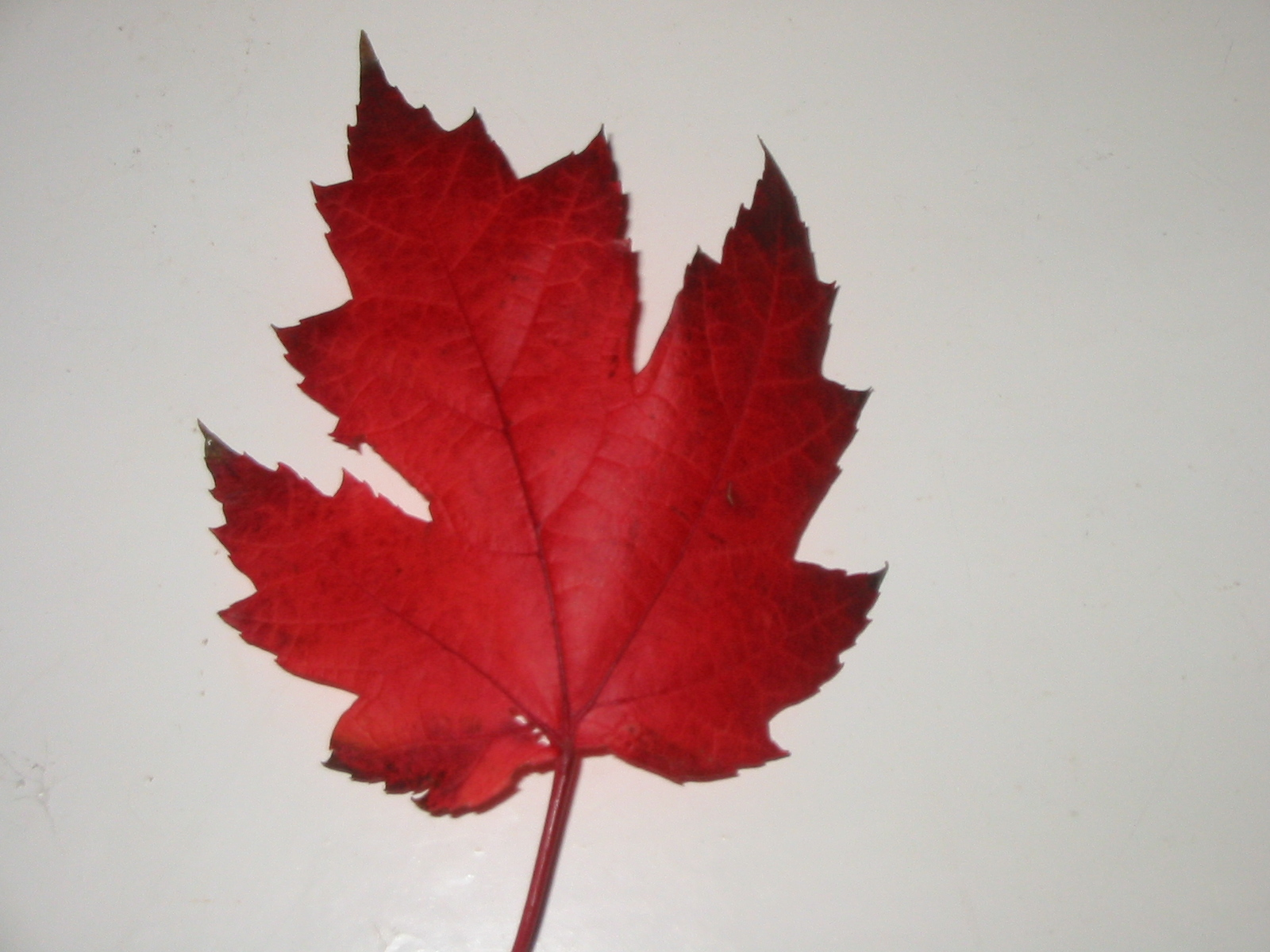
La foglia d'acero

## Simboli e maglie
Nel cricket T20I, la divisa della squadra canadese è caratterizzata da maglie rosse con dettagli bianchi, maniche rosse, colletto rosso e pantaloni rossi. I giocatori di movimento indossano un berretto da baseball rosso o un cappello da sole rosso, mentre i caschi dei battitori sono anch'essi di colore rosso. Nei tornei ufficiali dell'ICC, il logo dello sponsor è posizionato sulla manica destra e la parola "Canada" appare sulla parte anteriore della maglia.
Il logo di Cricket Canada presenta una foglia d'acero da zucchero a undici punte (Acer saccharum) nei colori bianco e rosso, che richiamano i colori nazionali del Canada e sono presi in prestito dalla bandiera del paese. Sotto la foglia d'acero è presente la scritta "Cricket Canada". Il soprannome della squadra nazionale di cricket canadese è Maple Leafers, ispirato al simbolo nazionale del Canada, la foglia d'acero da zucchero.

## Albo d'oro

### Coppa del Mondo di cricket
| Anno   | Round           | Pos.            | GP              | W               | L               | T               | NR              |
| ------ | --------------- | --------------- | --------------- | --------------- | --------------- | --------------- | --------------- |
| 1975   | Non qualificato | Non qualificato | Non qualificato | Non qualificato | Non qualificato | Non qualificato | Non qualificato |
| 1979   | Gironi          | 8/8             | 3               | 0               | 3               | 0               | 0               |
| 1983   | Non qualificato | Non qualificato | Non qualificato | Non qualificato | Non qualificato | Non qualificato | Non qualificato |
| 1987   | Non qualificato | Non qualificato | Non qualificato | Non qualificato | Non qualificato | Non qualificato | Non qualificato |
| 1992   | Non qualificato | Non qualificato | Non qualificato | Non qualificato | Non qualificato | Non qualificato | Non qualificato |
| 1996   | Non qualificato | Non qualificato | Non qualificato | Non qualificato | Non qualificato | Non qualificato | Non qualificato |
| 1999   | Non qualificato | Non qualificato | Non qualificato | Non qualificato | Non qualificato | Non qualificato | Non qualificato |
| 2003   | Gironi          | 12/14           | 6               | 1               | 5               | 0               | 0               |
| 2007   | Gironi          | 14/16           | 3               | 0               | 3               | 0               | 0               |
| 2011   | Gironi          | 14/16           | 3               | 0               | 3               | 0               | 0               |
| 2015   | Non qualificato | Non qualificato | Non qualificato | Non qualificato | Non qualificato | Non qualificato | Non qualificato |
| 2019   | Non qualificato | Non qualificato | Non qualificato | Non qualificato | Non qualificato | Non qualificato | Non qualificato |
| 2023   | Non qualificato | Non qualificato | Non qualificato | Non qualificato | Non qualificato | Non qualificato | Non qualificato |
| Totale | Totale          | Totale          | 18              | 2               | 16              | 0               | 0               |

### Coppa del Mondo T20 maschile di cricket
| Anno   | Round           | Pos.            | GP              | W               | L               | T               | NR              |
| ------ | --------------- | --------------- | --------------- | --------------- | --------------- | --------------- | --------------- |
| 2007   | Non qualificata | Non qualificata | Non qualificata | Non qualificata | Non qualificata | Non qualificata | Non qualificata |
| 2009   | Non qualificata | Non qualificata | Non qualificata | Non qualificata | Non qualificata | Non qualificata | Non qualificata |
| 2010   | Non qualificata | Non qualificata | Non qualificata | Non qualificata | Non qualificata | Non qualificata | Non qualificata |
| 2012   | Non qualificata | Non qualificata | Non qualificata | Non qualificata | Non qualificata | Non qualificata | Non qualificata |
| 2014   | Non qualificata | Non qualificata | Non qualificata | Non qualificata | Non qualificata | Non qualificata | Non qualificata |
| 2016   | Non qualificata | Non qualificata | Non qualificata | Non qualificata | Non qualificata | Non qualificata | Non qualificata |
| 2021   | Non qualificata | Non qualificata | Non qualificata | Non qualificata | Non qualificata | Non qualificata | Non qualificata |
| 2024   | Gironi          | 13/20           | 4               | 1               | 2               | 0               | 1               |
| 2024   | Non qualificata | Non qualificata | Non qualificata | Non qualificata | Non qualificata | Non qualificata | Non qualificata |
| 2026   | Qualificata     | Qualificata     | Qualificata     | Qualificata     | Qualificata     | Qualificata     | Qualificata     |
| Totale | Totale          | Totale          | 4               | 1               | 2               | 0               | 2               |

### Coppa nordamericana T20
| Anno   | Round     | Pos.   | GP | W | L | T | NR |
| ------ | --------- | ------ | -- | - | - | - | -- |
| 2025   | Finalista | 2/5    | 6  | 5 | 1 | 0 | 0  |
| Totale | Totale    | Totale | 6  | 5 | 1 | 0 | 0  |

## Statistiche
Partite internazionali – Canada
Aggiornato al 23 giugno 2025.
| Record                  |     |    |    |   |      |
| Format                  | M   | W  | L  | T | D/NR |
| ODI                     | 104 | 28 | 72 | 1 | 3    |
| Twenty20 Internationals | 86  | 48 | 34 | 2 | 2    |

### ODI
Aggiornato al 25 maggio 2025 
| Nazionale             | P   | W  | L  | T | NR |
| --------------------- | --- | -- | -- | - | -- |
| vs Full Members       |     |    |    |   |    |
| Afghanistan           | 5   | 1  | 4  | 0 | 0  |
| Australia             | 2   | 0  | 2  | 0 | 0  |
| Bangladesh            | 2   | 1  | 1  | 0 | 0  |
| Indie Occidentali     | 4   | 0  | 4  | 0 | 0  |
| Inghilterra           | 2   | 0  | 2  | 0 | 0  |
| Irlanda               | 8   | 2  | 6  | 0 | 0  |
| Nuova Zelanda         | 3   | 0  | 3  | 0 | 0  |
| Pakistan              | 2   | 0  | 2  | 0 | 0  |
| Sri Lanka             | 2   | 0  | 2  | 0 | 0  |
| Sudafrica             | 1   | 0  | 1  | 0 | 0  |
| Zimbabwe              | 2   | 0  | 2  | 0 | 0  |
| vs Associated Members |     |    |    |   |    |
| Bermuda               | 11  | 6  | 5  | 0 | 0  |
| Emirati Arabi Uniti   | 3   | 2  | 1  | 0 | 0  |
| Jersey                | 1   | 0  | 1  | 0 | 0  |
| Kenya                 | 15  | 5  | 9  | 0 | 1  |
| Namibia               | 3   | 0  | 2  | 1 | 0  |
| Nepal                 | 5   | 2  | 3  | 0 | 0  |
| Oman                  | 4   | 2  | 2  | 0 | 0  |
| Paesi Bassi           | 12  | 0  | 10 | 0 | 2  |
| Papua Nuova Guinea    | 1   | 1  | 0  | 0 | 0  |
| Scozia                | 11  | 4  | 7  | 0 | 0  |
| Stati Uniti           | 5   | 1  | 4  | 0 | 0  |
| Totale                | 104 | 28 | 72 | 1 | 3  |

### T20
Aggiornato al 23 giugno 2025 
| Nazionale             | P  | W  | L  | T | NR |
| --------------------- | -- | -- | -- | - | -- |
| vs Full Members       |    |    |    |   |    |
| Afghanistan           | 2  | 0  | 2  | 0 | 0  |
| India                 | 1  | 0  | 0  | 0 | 1  |
| Irlanda               | 5  | 3  | 2  | 0 | 0  |
| Pakistan              | 2  | 0  | 2  | 0 | 0  |
| Sri Lanka             | 1  | 0  | 1  | 0 | 0  |
| Zimbabwe              | 2  | 0  | 1  | 1 | 0  |
| vs Associated Members |    |    |    |   |    |
| Arabia Saudita        | 2  | 2  | 0  | 0 | 0  |
| Argentina             | 1  | 1  | 0  | 0 | 0  |
| Bahamas               | 5  | 5  | 0  | 0 | 0  |
| Bahrein               | 3  | 2  | 1  | 0 | 0  |
| Belize                | 1  | 1  | 0  | 0 | 0  |
| Bermuda               | 9  | 7  | 1  | 0 | 1  |
| Emirati Arabi Uniti   | 1  | 0  | 1  | 0 | 0  |
| Filippine             | 1  | 1  | 0  | 0 | 0  |
| Germania              | 1  | 1  | 0  | 0 | 0  |
| Hong Kong             | 1  | 0  | 1  | 0 | 0  |
| Jersey                | 1  | 1  | 0  | 0 | 0  |
| Isole Cayman          | 9  | 9  | 0  | 0 | 0  |
| Kenya                 | 5  | 1  | 4  | 0 | 0  |
| Namibia               | 3  | 0  | 3  | 0 | 0  |
| Nepal                 | 3  | 2  | 1  | 0 | 0  |
| Nigeria               | 1  | 1  | 0  | 0 | 0  |
| Oman                  | 7  | 4  | 3  | 0 | 0  |
| Paesi Bassi           | 5  | 2  | 3  | 0 | 0  |
| Panama                | 2  | 2  | 0  | 0 | 0  |
| Scozia                | 1  | 0  | 1  | 0 | 0  |
| Stati Uniti           | 12 | 3  | 7  | 1 | 1  |
| Totale                | 86 | 48 | 34 | 2 | 2  |